# لوسي وولف
لوسي وولف (بالنرويجية البوكمول: Lucie Wolf)‏ هي ممثلة نرويجية، ولدت في 25 مايو 1833 في برغن في النرويج، وتوفيت في 6 أكتوبر 1902 في Christiania/Kristiania ‏ في النرويج.